# Looney Tunes Presents: Bugs & Daffy’s Thanksgiving Road Trip
 (novembre 2021).
Looney Tunes Presents: Bugs & Daffy’s Thanksgiving Road Trip est une série de podcasts narratifs produite par Story Pirates Studios et lancée le 22 novembre 2021. 
La série met en scène les personnages des Looney Tunes appartenant à Warner Bros..
La série est disponible sur plusieurs services de streaming dont Spotify, Apple Podcasts et Amazon Music.

## Synopsis
Bugs Bunny et Daffy Duck sont invités par Warner Bros. pour un repas de Thanksgiving. Daffy souhaite que les canards deviennent les oiseaux officiels de la fête annuelle et compte faire un film pour y arriver. Le problème étant, il n'est pas assez connu pour réaliser ce projet et décide de partir avec Bugs Bunny dans un road trip afin de gagner en popularité.

## Distribution
- Eric Bauza : Bugs Bunny et Daffy Duck

## Episodes
| No. | Titre            | Réalisé par  | Écrit par        | Design sonore par | Date de diffusion |
| --- | ---------------- | ------------ | ---------------- | ----------------- | ----------------- |
| 1   | Touchdown Duck   | Lee Overtree | Minhdzuy Khorami |                   | 22 novembre 2021  |
| 2   | A Kooky Cook Off | Lee Overtree | Minhdzuy Khorami |                   | 22 novembre 2021  |
| 3   | Runway Rabbit    | Lee Overtree | Minhdzuy Khorami |                   | 22 novembre 2021  |
| 4   | Movie Mallard    | Lee Overtree | Minhdzuy Khorami |                   | 22 novembre 2021  |